# Słowianie Zjednoczeni
Słowianie Zjednoczeni (Vereinte Slawen) – loża masońska, założona w Kijowie w marcu 1818 przez lożę petersburską Astreę. 
Loża pracowała według systemu Wielkiego Wschodu Narodu Polskiego. Następnie zmieniona według rytu szkockiego po francusku, polsku i rosyjsku. Pierwszy mistrz katedry Walenty Rościszewski 1818, kolejnym od 1819 był Aleksander Charliński.